# هایلندپارک (پنسیلوانیا)
هایلندپارک (به انگلیسی: Highland Park) یک منطقهٔ مسکونی در ایالات متحده آمریکا است که در شهرستان میفلن، پنسیلوانیا واقع شده‌است. هایلندپارک ۱٫۹ کیلومتر مربع مساحت و ۱٬۴۴۶ نفر جمعیت دارد.